# Park Narodowy Río Pilcomayo
Park Narodowy Río Pilcomayo (hiszp. Parque nacional Río Pilcomayo) – park narodowy w Argentynie położony w departamencie Pilcomayo we wschodniej części prowincji Formosa. Został utworzony 17 października 1951 roku i zajmuje obszar 518,89 km². W 1992 roku został wpisany na listę konwencji ramsarskiej. W 2008 roku został uznany przez BirdLife International jako ostoja ptaków IBA.

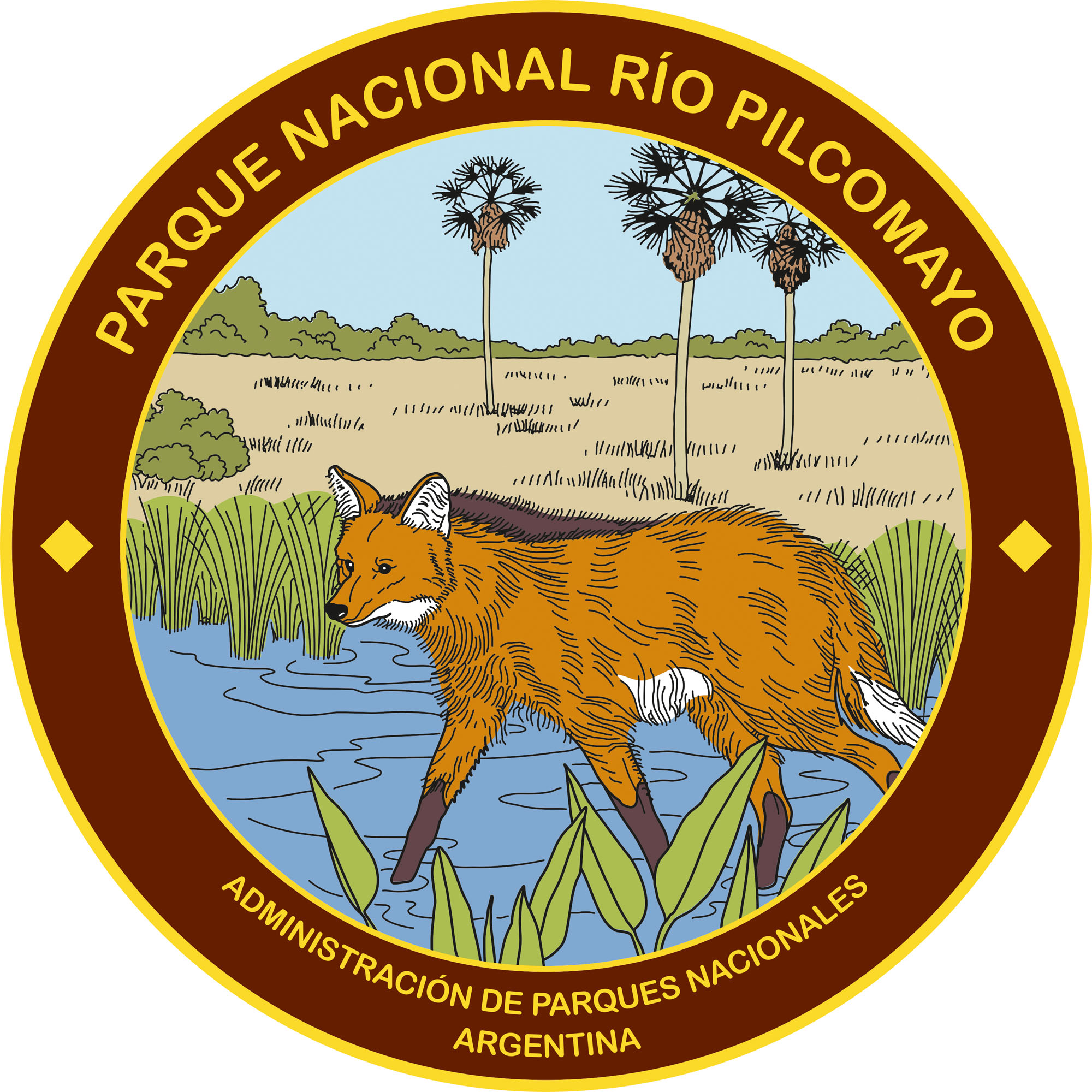
Godło parku z sylwetką pampasowca grzywiastego

## Opis
Park obejmuje rozległą równinę w ekoregionie Chaco Húmedo (Wilgotne Chaco) przy granicy z Paragwajem. Dużą część tej równiny zajmują tereny podmokłe, rzeki, jeziora (największe to Laguna Blanca), starorzecza, okresowo zalewane koryta rzek. Główną rzeką w parku jest Pilcomayo.
Klimat subtropikalny. Średnia roczna temperatura +23 °C. Roczne opady wynoszą 1200 mm (skoncentrowane między listopadem a marcem).

## Flora
Największą część parku zajmuje sawanna, gdzie rosną m.in.: kopernicja z gatunku Copernicia alba, jadłoszyn z gatunku Prosopis nigra, Pithecellobium scalare, akacja Farnesa, Acacia caven, Tabebuia aurea.

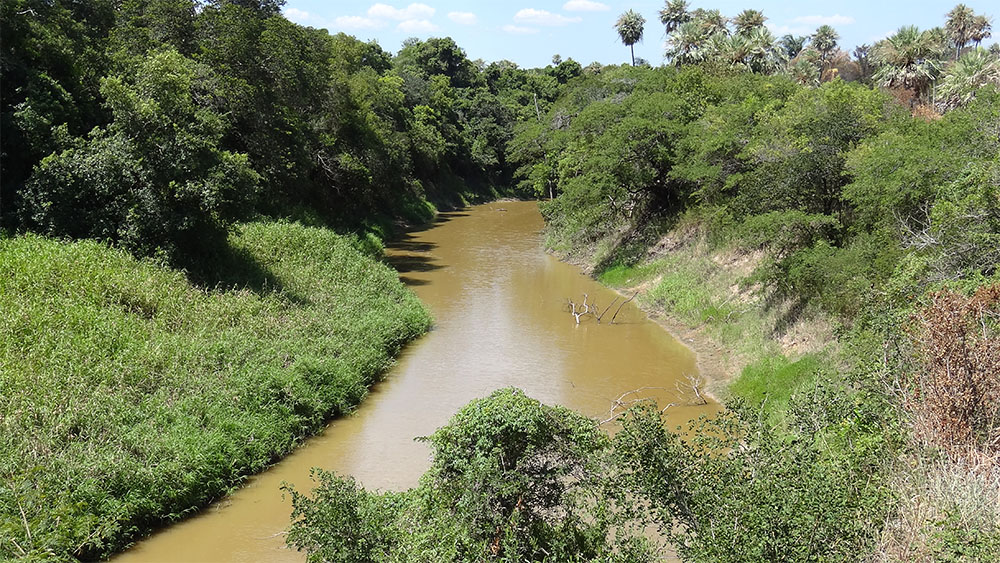
Rzeka Rio Pilcomayo

Nad brzegami rzeki Pilcomayo, starorzeczy i okresowo zalewanych koryt rzek występują lasy galeriowe. Rosną tu m.in.: ocotea z gatunku Ocotea syarcolens, glediczja z gatunku Gleditsia amorphoides, figowiec z gatunku Ficus luschnathiana, Patagonula americana, gatunek Allophylus edulis z rodzaju Allophylus, Inga uruguensis, Enterolobium contortisiliquum, Cathormion polyanthum, Citharexylum montevidense, wierzba z gatunku Salix humboldtiana i goździkowiec jednokwiatowy. Duży udział w lasach mają pnącza, w tym liany, oraz epifity takie jak np.: Pseudananas sagenarius, bromelia z gatunku Bromelia serra, echmea z gatunku Aechmea distichantha, powojnik z gatunku Clematis hilarii, Brassavola pierrinii.
Na terenach wyżej położonych rosną m.in.: aspidosperma biała, Schinopsis balansae, Astronium balansae, brezylka z gatunku Caesalpinia paraguariensis, tabebuja z gatunków Tabebuia pulcherrima i Tabebuia heptaphylla, Diplokeleba floribunda, palma z gatunku Trithrinax biflabellata, schinus z gatunku Schinus longifolius, Geoffroea decorticans, Sapium haematospermun, pałczak z gatunku Cereus uruguayanus, Peltophorurm dubium.
W miejscach stale zalewanych rosną m.in.: Thalia geniculata, Thalia multiflora, pałka szerokolistna, przygiełka z gatunku Rhynchospora corymbosa, Gymnocoronis spilanthoides.

## Fauna

### Ryby
W parku występuje ponad 40 gatunków ryb, w tym m.in.: trzy gatunki piranii z rodzaju Serrasalmus, trzy gatunki z rodzaju Pimelodus, dwa z rodzaju Aequidens i dwa z rodzaju Astyanax.

### Płazy
Żyje tu ponad 30 gatunków płazów, m.in.: dziewięć gatunków z rodzaju Leptodactylus, trzy z rodzaju Rhinella, trzy z rodzaju Scinax, dwa z rodzaju Phyllomedusa (np. chwytnica wzorzystobrzucha). 

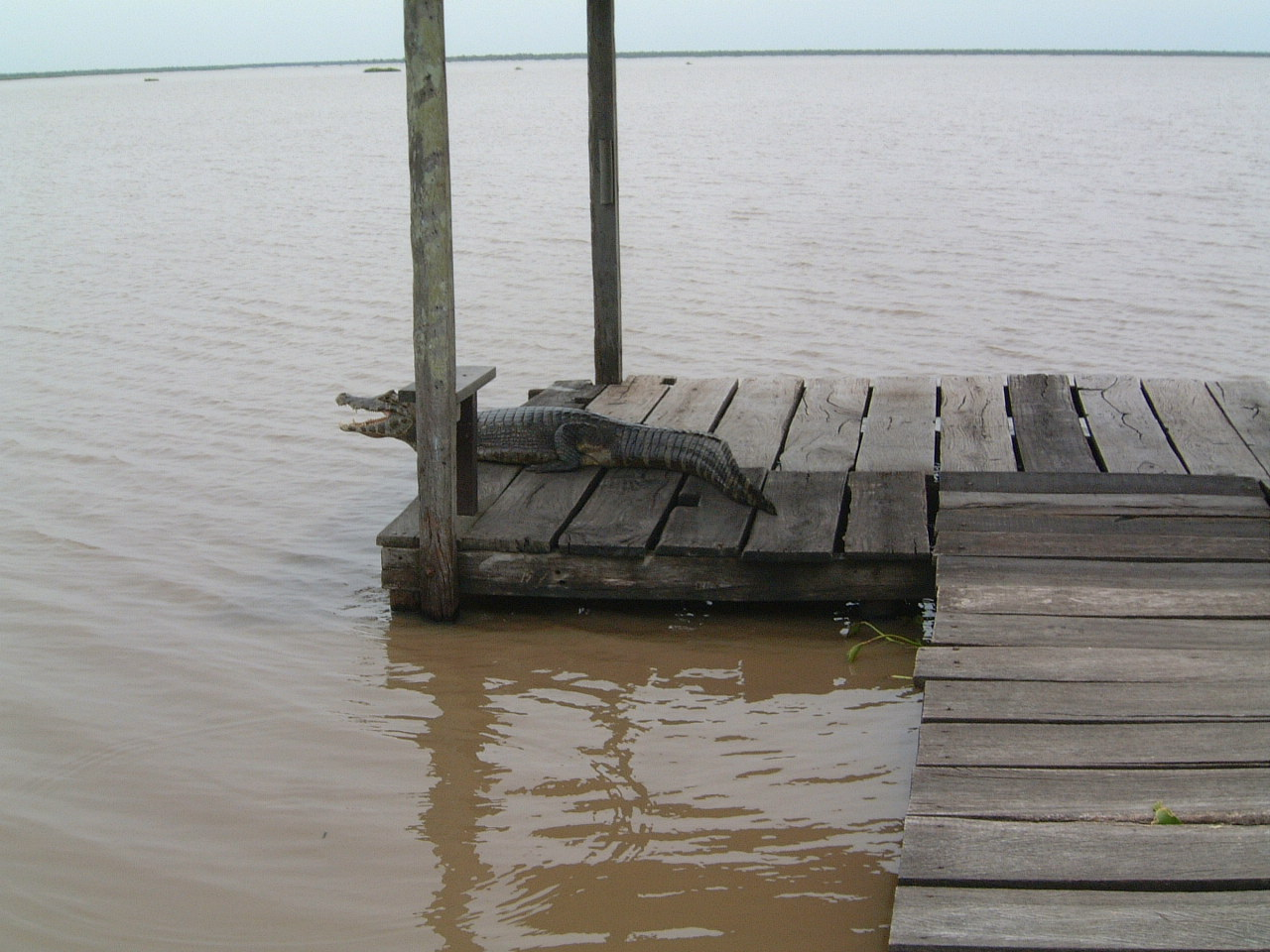
Kajman żakare nad jeziorem Laguna Blanca

### Gady
W parku żyją 42 gatunki gadów, jak m.in.: ropuchogłówka argentyńska, kajman żakare i kajman szerokopyski. Węże tu występujące to np.: żabojad argentyński, Helicops leopardinus, Erythrolamprus poecilogyrus, Erythrolamprus reginae, Thamnodynastes hypoconia, anakonda żółta, Micrurus phyrrocryptus, grzechotnik z gatunku Bothrops neuweidii, grzechotnik straszliwy. Jaszczurki żyjące w parku to m.in.: teju argentyński, amejwa pospolita, Tropidurus spinulosus, Polychrus acutirostris.

### Ssaki
Występuje tu 85 gatunków ssaków. Są to m.in.: szop krabożerny, wydrak długoogonowy, kapibara wielka, zębolita olbrzymia, nutria amerykańska, puma płowa, ocelot wielki, ocelot argentyński, jaguarundi amerykański, pampasowiec grzywiasty (w godle parku), majkong krabożerny, ostronos rudy, tapir amerykański, wyjec czarny, kapucynka czubata, ponocnica brazylijska, pekariowiec obrożny, pekari białobrody, mazama ruda, jeleniak bagienny, mrówkojad wielki, tamandua południowa, tłustogonek mały.

### Ptaki
W parku żyje 324 gatunki ptaków, w tym m.in.: amazonka niebieskoczelna, lelkowiec sierposkrzydły, widlaczek, dzięcioł żałobny, perkozek grubodzioby, kormoran oliwkowy, wężówka amerykańska, skrzydłoszpon obrożny, piżmówka, drzewica czarnobrzucha, dziwonos czarnoboczny, cudokaczka, czapla gwiżdżąca, czapla biała, czubacz gołolicy, tygryska rdzawoszyja, ibis zielony, ibis ołowiany, derkacznik pstrodzioby, sułtanka żółtodzioba, perkołyska amerykańska, bekaśnica, złotosłonka amerykańska, szczudłak zwyczajny, nandu szare, myszołowik prążkowany, konura brazylijska, uszatka ciemna, nocolot szary.